# جيمس غوردون (شخصية مصورة)
المفوض جيمس «جيم» وورثينغتون جوردون (بالإنجليزية: James Gordon)‏ هو شخصية خيالية، وهو حليف لباتمان. وقد ظهر في الكتب المصورة التي نشرتها دي سي كومكس. ظهرت الشخصية لأول مرة في ديتكتيف كومكس العدد 27 (مايو 1939)، وابتكرها بيل فينغر وبوب كين. ظهر غوردون لأول مرة في اللوحة الأولى من هذه الكتب المصورة، مما جعله أول شخصية مساعدة لباتمان تم إدخالها.
في معظم تجسيدات الأسطورة باتمان، جيمس جوردون هو مفوض الشرطة في مدينة غوثام التي بها باتمان. ويشارك التزام باتمان العميق بتخليص غوثام المظلمة والفاسدة من الجريمة. في العصر الذهبي والفضي للقصص المصورة وفي مسلسل باتمان التلفزيوني الذي عرض في عقد 1960 ، وثق جوردون تماما بباتمان، وفي أوقات كثيرة اعتمد عليه. في معظم القصص الحديثة، هو متشكك بعض الشيء من طريقة الاقتصاص التي يمارسها باتمان لكنه يعترف بضرورة وجود باتمان ولديهما احترام متبادل وصداقة ضمنية. علاقة غوردون مع باتمان واتصالاته مع الشرطة هي مماثلة للعلاقة بين شرلوك هولمز والمفتش ليستراد. وهو كان زوج باربرا كين غوردون، بعد طلاقه من سارة إيسن غوردون. غوردون أيضا والد جيمس جوردون جونيور، وهو والده أو والده بالتبني، (اعتمادا على الاستمرارية)، من باربرا غوردن، أول فتاة وطواط حديثة، ولفترة كانت وسيطة معلومات بعد إصابتها بالشلل النصفي.
جوردون هو جزء مهم من أسطورة باتمان وظهر في معظم وسائل الإعلام الأخرى لتجسيد الشخصية. وقد شمل ذلك ألعاب الفيديو، والرسوم المتحركة، والأفلام. ولعبت دور غوردون لايل تالبوت في الفيلم التسلسلي باتمان وروبن، ونيل هاملتون في المسلسل التلفزيوني باتمان، بات هينغل في سلاسل أفلام تيم برتون / جويل شوماخر، غاري أولدمان في سلسلة أفلام كريستوفر نولان وبنيامين ماكنزي في المسلسل التلفزيون القادم غوثام. في عام 2011، وضع جيمس جوردون في المركز 19 من أفضل 100 بطل كتب مصورة.